# A623高速公路
A623高速公路是法国的一条高速公路，始于图卢兹，终于图卢兹，与A61高速相连。A623高速公路位于南比利牛斯地区，长度约500米。该高速为2x2车道，呈东西走向，西端与A620相连。